# Крайст Черч
Крайст-Черч (англ. Christ Church College, укр. коледж Церкви Христа) — один з найбільших аристократичних коледжів Оксфордського університету. Заснований 1525 року.

## Випускники
Випускниками коледжу Крайст-Черч були тринадцять прем'єр-міністрів Великої Британії, що дорівнює кількості прем'єр-міністрів-випускників решти 45 коледжів Оксфорду й переважає результат будь-якого окремо узятого коледжу Кембриджського університету. Однак загальна кількість прем'єрів-випускників Кембриджу становить 15.

### Знамениті випускники
- Льюїс Керролл (1832—1898), (справжнє ім'я, Чарльз Лютвідж Доджсон), письменник, математик
- Вістен Г'ю Оден (1907—1973), поет
- Роберт Бартон (1577—1640), автор Анатомії меланхолії
- Річард Кертіс (1956-), сценарист, кінорежисер
- Річард Гаклюйт (1552—1616), письменник
- Метью Грегорі Льюїс (1775—1818), романіст і драматург
- Роберт Піль (1788—1850), прем'єр-міністр Великої Британії
- Вільям Гладстон (1809—1898), прем'єр-міністр Великої Британії
- Джон Локк (1632—1704), філософ
- Роберт Гук (1635—1703), вчений
- Вільям Пенн (1644—1718), засновник Пенсільванії
- Джеймс Ґренвілл, 1-й Барон Ґластонбері (1742—1825), політик Сполученого Королівства

## Крайст-Черч у мистецтві
Коледж є місцем дії у таких літературних творах, як «Повернення у Брайдсгед» Івліна Во й «Аліса в Країні чудес» Льюїса Керролла. Окрім того, на території коледжу відбувались зйомки окремих епізодів фільмів про Гаррі Поттера за романами Джоан Роулінг, а також екранізації роману Філіпа Пулмана «Північне сяйво» (фільм отримав назву американського видання книги, «Золотий компас»).